# Teorija i praksa oligarhijskog kolektivizma
Teorija i praksa oligarhijskog kolektivizma (engl. The Theory and Practice of Olligarchic Collectivism), ponekad poznata i po skraćenom nazivu Goldsteinova knjiga, fiktivna je knjiga koja predstavlja dio sadržaja i važan element zapleta znamenitog Orwellova romana Tisuću devetsto osamdeset četvrte. Njezin autor je Emmanuel Goldstein, ličnost opisana kao jedan od vođa revolucije koja je stvorila državu Oceaniju gdje se odvija radnja, ali koji je kasnije postao disident te je proglašen državnim neprijateljem koji stalno kuje zavjere protiv njezine vlade. Protagonist romana Winston Smith, koji u sebi duboko prezire vladajući režim, čuo je glasine o Goldsteinovoj knjizi te je prima od O'Briena, člana vladajuće elite za kojeg misli da je također disident. Protagonist čita knjigu čiji sadržaj detaljno objašnjava vladajuću ideologiju, metode vladavine i pruža brojne informacije o fiktivnom univerzumu. Koristeći metodu "knjige u knjizi" Orwell je omogućio čitatelju da zbivanja u romanu stavi u jedan širi kontekst koji nije bio moguć iz perspektive samog protagonista.
U završnom dijelu romana, nakon što se ispostavi da je O'Brien u stvari agent provokator, odnosno odani pristaša režima, on protagonistu, a samim time i čitateljima sugerira da knjiga nije objektivan izvor, odnosno da ju je sastavio odbor čiji je i sam bio član.